# Julius Dreschfeld

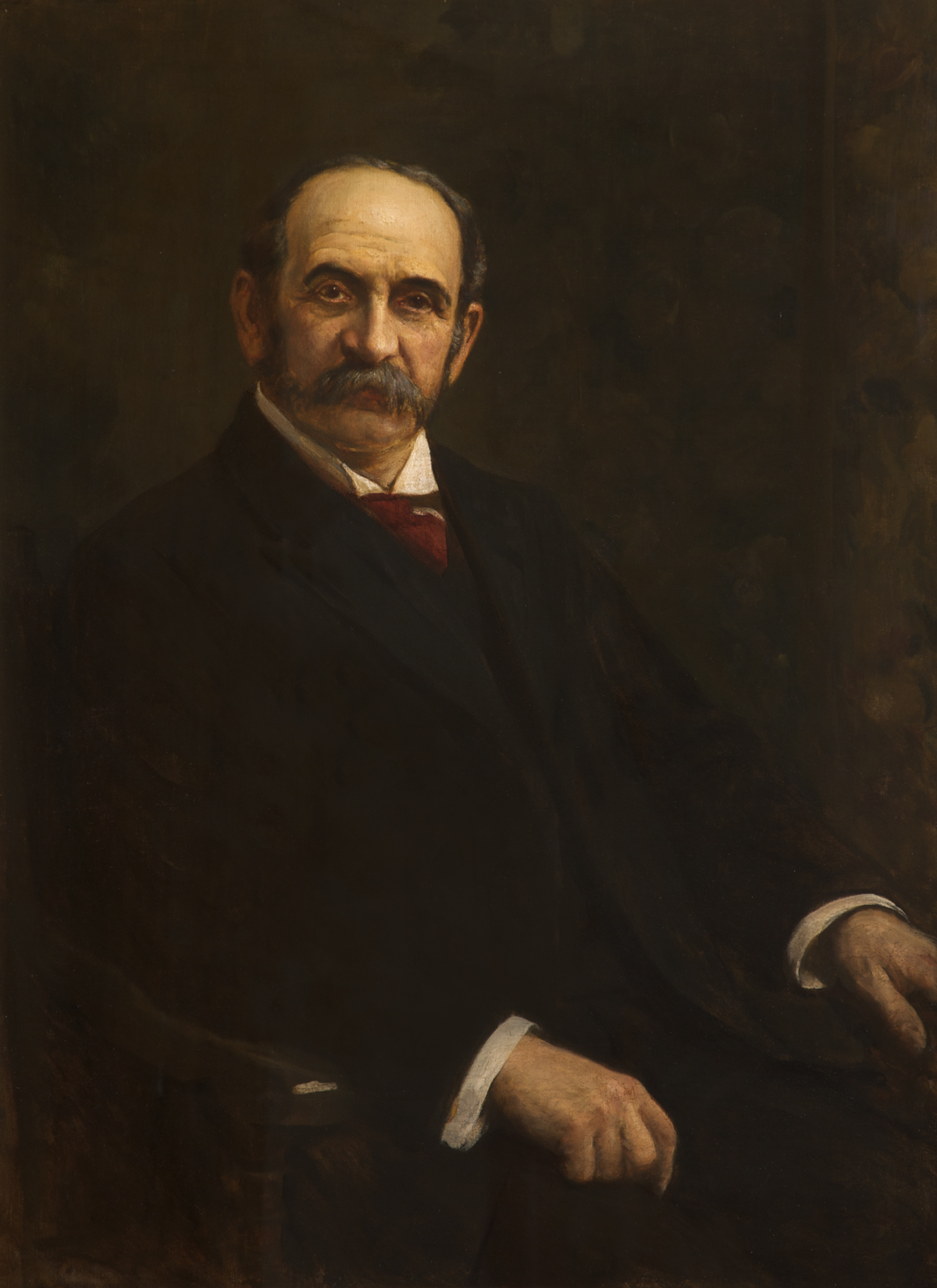
Julius Dreschfeld

Julius Dreschfeld (* 13. Oktober 1845 in Niederwerrn; † 13. Juni 1907 in Withington, Manchester) war ein deutsch-britischer Arzt und Pathologe in Manchester.

## Leben
Als Sohn jüdischer Eltern in Bayern geboren, besuchte er die Schule in Bamberg. 1861 zog er zu einem Verwandten in Manchester. Nach dem Besuch des Owens College studierte er an der Manchester Royal School of Medicine Medizin. Er ging 1864 an die Julius-Maximilians-Universität Würzburg und  wurde 1867 mit einer Arbeit bei Albert von Bezold zum Dr. med. promoviert. Im Deutschen Krieg diente er bei der Bayerischen Armee. 1867 wurde er Corpsschleifenträger der Franconia Würzburg. 1870 nach Manchester zurückgekehrt, arbeitete er von 1873 bis 1907 in der Royal Infirmary. 1883 wurde er Fellow des Royal College of Physicians.
An der Victoria Universität von Manchester war er Professor für Pathologie (1881–1891) und Medizin (1891–1907). Er untersuchte (wie Louis Pasteur) die Hydrophobie und die diabetische Ketoazidose. Er wurde 1905 pensioniert, durfte aber weiterarbeiten. Mit 61 Jahren gestorben, wurde er in Southport beerdigt.